# Нагало, Адамо
Адамо Нагало (фр. Adamo Nagalo; родился 22 сентября 2002 года, Кот-д’Ивуар) — буркиниско-ивуарийский футболист, защитник нидерландского клуба ПСВ.

## Клубная карьера
Адамо Нагало является воспитанником «Норшелланна». За клуб дебютировал в матче против «Люнгбю». Свой первый гол забил в ворота «Копенгагена». В матчах против «Оденсе», «Сённерйюск», «Раннерс» и «Люнгбю» удалялся с поля.
2 сентября 2024 года перешёл в нидерландский ПСВ, подписав пятилетний контракт до средины 2029 года. 14 сентября дебютировал в Эредивизи в домашнем матче против НЕК (2:0), выйдя на замену вместо Райана Фламинго на 87-й минуте.

## Карьера в сборной
Вызывался в сентябре 2022 года в сборную Буркина-Фасо на матчи против ДР Конго и Комор. За сборную дебютировал в матче против Кот-д’Ивуара.

## Достижения
ПСВ
- Чемпион Нидерландов: 2024/25
- Обладатель Суперкубка Нидерландов: 2025